# John Harper
John Harper (Houston, Renfrewshire, Escocia, 29 de mayo de 1872–océano Atlántico Norte, 15 de abril de 1912) fue un pastor bautista británico que murió en el desastre del Titanic.
Aceptó la fe cristiana de sus padres a la edad de 14 años y comenzó a predicar a la edad de 18. Se mantenía por sus propios medios haciendo labores manuales en un molino hasta que el pastor bautista E. A. Carter de la Misión Precursora Bautista (Baptist Pioneer Mission) en Inglaterra lo escuchó predicar y lo puso a trabajar en el ministerio en Govan, Escocia. En 1897, se convirtió en el pastor principal de la Iglesia Bautista Camino Cachemira en Glasgow, Escocia. Bajo su cuidado, la iglesia creció rápidamente de 25 miembros a 500 y pronto se mudaron a un nuevo local en la calle Pantation.
En 1903 se casó con Annie Leckie Bell (1866-1906), con quien tuvo una hija, Annie Jessie (apodada Nana o Nina, 1906-1986), y posteriormente fue nombrado pastor de la Iglesia Bautista en Walworth Road, Londres.
Al momento de la catástrofe del Titanic, Harper tenía 39 años y era viudo. Viajaba junto con su hija y su sobrina, Jessie Wills Leitch (1880-1963), a Chicago para predicar por algunas semanas en la iglesia de Moody, donde él había sido invitado a ministrar.
Cuando el barco golpeó un iceberg en la noche del 14 de abril de 1912, su hija y su sobrina sobrevivieron gracias a que fueron salvadas en un bote salvavidas. Harper permaneció en cubierta y saltó al agua mientras el barco comenzaba a hundirse. Un sobreviviente contó que Harper predicó el evangelio durante el fin especialmente Hechos 16:31 («Ellos dijeron: Cree en el Señor Jesucristo, y serás salvo, tú y tu casa»). Primero a bordo de la nave y más adelante a todos aquellos a su alrededor en el agua helada antes de morir él también. 
La historia de John Harper a bordo del Titanic es narrada en el libro The Titanic´s Last Hero (El último héroe del Titanic), publicado por Moody Adams. La versión de los últimos días de John Harper a bordo del Titanic fue publicada por Christian Focus Publications en marzo de 2011, en un libro titulado Titanic-Ship of Dreams - John Harper (Titanic nave de sueños - John Harper) escrito por Robert Pain.